# Иванчице
Иванчице (на чешки: Ivančice; на немски: Eibenschütz) е град в административен окръг Бърно-район в Южноморавския край на Чехия.

## История
Първото споменаване на селището е през 1221 г., а от 1288 г. то добива статут на кралски град. През 15 век градът става собственост на рода Липа и остава в тяхно владение до битката при Бялата планина. През 16 век градът е важен център на Чешкото братство – в Иванчице тогава живее Ян Блахослав, епископ на братството и чешки лингвист. По време на Тридесетгодишната война Иванчице е католицизиран отново и губи предишното си значение.
Към средата на 19 век Иванчице се превръща в център на икономическия живот в околността. През 1859 г. е основана градската болница. През 1949 г. към Иванчице влизат близките села Алексовице, Летковице и Немчице. На 1 юли 1980 г. в рамките на града влизат и Будковице, Ржезновице и Хрубшице.

## Демография
| 1869 | 1880 | 1890 | 1900 | 1910 | 1921 | 1930 | 1950 | 1961 | 1970 | 1980 | 1991 | 2001 | 2011 |
| ---- | ---- | ---- | ---- | ---- | ---- | ---- | ---- | ---- | ---- | ---- | ---- | ---- | ---- |
| 6796 | 6513 | 6989 | 7265 | 7777 | 7999 | 8513 | 8040 | 8154 | 8558 | 9746 | 9448 | 9350 | 9468 |

## Личности
- Йоахим Опенхайм (1832 – 1891) – равин
- Алфонс Муха (1860 – 1939) – художник
- Вацлав Новотни (1869 – 1932) – историк
- Владимир Меншик (1929 – 1988) – актьор
- Ян Прохазка (1929 – 1971) – писател и сценарист

## Побратимени градове
- Сойо, Франция
- Радовлийца, Словения
- Александрув Куявски, Полша

Трансгранично сътрудничество:
- Стронсдорф, Австрия
- Ступава, Словакия

## Фотогалерия
- Кметството
- Църквата „Успение Богородично“
- Виадукт